# Mököis
Mököis (finska: Mököinen) är en by och stadsdel i Salo i det finländska landskapet Egentliga Finland. Tidigare tillhörde Mököis Uskela kommun.
Stadsdelen omfattar området kring Mököistenmäki kulle samt ett litet område vid vägen Helsingintie på andra sidan av Vähäjoki å. Mököis gränsar till vägarna Tahkonkatu, Perniöntie, Otsonkatu, Helsingintie och Pahkavuoris kulle. I Mököis finns Uskela skola, som är en lågstadieskola. Vid vägen Helsingintie finns små butiksutrymmen. Mököis stamgård låg på Mököistenmäki kulle och byns ängar på båda sidor om Vähäjoki å.

## Historia
När Salo köping grundades vid Uskela å beslöt man att lämna Mököis utanför köpingens område. I Mököis började bostäder för mindre bemedlade uppföras, eftersom byggandet inte reglerades utanför köpingen och boendet var billigare. Man försökte få ordning på den oreglerade byggnationen genom att 1913 upprätta en plan för Mököis, men planen godkändes aldrig. Slutligen införlivades Mököis med Salo år 1932.
Mököis planerades 1937, då dess gator fick sina nuvarande platser. År 1967 godkändes en planändring som tillät att trähusområdet omvandlades till ett område för flervåningshus. I slutet av årtiondet färdigställdes de åttavåningshus på Mököistenmäki som nu dominerar stadsdelens landskap.